# Dore Smit
Theodora Adriana (Dore) Smit (Scheveningen, 27 juni 1933 – Leidschendam, 5 juni 2021) was een Nederlands omroepster en actrice.

## Biografie
Na de mulo volgde Dore Smit een tijdje lessen aan de Toneelschool in Amsterdam. Hier kreeg ze les van onder meer Elise Hoomans en Peter van der Linden. Nadat ze de toneelschool voortijdig had afgebroken, werkte ze enige tijd op een advocatenkantoor. In de tussentijd was ze verbonden aan de toneelgroep Studio, waar ze 14 jaar aan verbonden bleef, tot 1970.
Naar aanleiding van een rolletje dat ze speelde in een thriller van Agatha Christie, benaderde regisseur Erik de Vries haar voor een instructief filmpje. Drie maanden later liet hij haar een screentest doen voor omroepster. In 1960 werd ze omroepster en presentatrice in dienst bij het IKOR en later de IKON.
Naast omroepster was ze soms te zien als presentatrice, of te horen als commentator bij een aantal producties, onder meer in het tv-programma voor kinderen Woord voor woord. Het acteren liet haar niet los, en ze speelde diverse rollen, waaronder in de tv-series Memorandum van een dokter en De Kris Pusaka.
Dore Smit kreeg haar grootste bekendheid als 'gezicht' van Wilde Ganzen, een tv-programma dat wekelijks de aandacht vestigde op kleinschalige, praktische, eenmalige projecten om armoede van onderop te doorbreken en daarvoor geld inzamelde. Op 26 december 1999 presenteerde zij voor de laatste maal dit programma. Het was haar eigen wens om met het werk voor de camera te stoppen.

## Onderscheiding
In 1986 werd Dore Smit benoemd tot ridder in de orde van Oranje-Nassau.

## Privéleven
Dore Smit was getrouwd met acteur Erik Plooyer (1933-1988). Ze overleed in 2021, enkele weken voor haar 88e verjaardag.